# Споднє Сечово
Споднє Сечово (словен. Spodnje Sečovo) — поселення в общині Рогашка Слатина, Савинський регіон, Словенія. Висота над рівнем моря: 262,7 м.